# Zwartkamdwergspanner
De zwartkamdwergspanner (Gymnoscelis rufifasciata) is een nachtvlinder uit de familie van de spanners. De vlinder heeft een spanwijdte van 15 tot 19 millimeter en is daarmee een kleine vlinder in deze familie.
De vlinder heeft een lange vliegtijd waarin drie tot vier generaties voor kunnen komen. De eerste zwartkamdwergspanners vliegen in maart en de laatste tot in september en soms zelfs begin december. De vlinder wordt laat in de middag actief en vliegt tot middernacht.
Het is een in Europa algemene soort die onder andere de framboos en struikhei als waardplant heeft.